# موريس باريت
موريس باريت هو لاعب هوكي جليد كندي، ولد في 17 فبراير 1956 في مونتريال في كندا، وتوفي في 30 سبتمبر 2018.

## وصلات خارجية
- موريس باريت على موقع EliteProspects.com (الإنجليزية)
- موريس باريت على موقع HockeyDB.com (الإنجليزية)